# آدم تومسون (دبلوماسي)
آدم تومسون (بالإنجليزية: Adam Thomson)‏ هو دبلوماسي بريطاني، ولد في 1 يوليو 1955.